# WrestleMania 39
WrestleMania 39 (promowana jako WrestleMania Goes Hollywood) – trzydziesta dziewiąta gala wrestlingu z cyklu WrestleMania wyprodukowana przez federację WWE dla zawodników z brandów Raw i SmackDown. Odbyła się 1 i 2 kwietnia 2023 w SoFi Stadium w Inglewood w stanie Kalifornia. Emisja była przeprowadzana na żywo za pośrednictwem serwisu strumieniowego Peacock w Stanach Zjednoczonych i WWE Network na całym świecie oraz w systemie pay-per-view.
Na gali odbyło się piętnaście walk podzielonych na dwie noce. W walce wieczoru pierwszej nocy, Kevin Owens i Sami Zayn pokonali The Usos (Jeya Uso i Jimmy’ego Uso) zdobywając niekwestionowane mistrzostwo WWE Tag Team, kończąc rekordowe panowanie tego ostatniego w tag teamie po 622 dniach. Był to również pierwszy raz, kiedy walka o mistrzostwo tag team była walką wieczoru WrestleManii i dopiero drugi raz, kiedy walka tag teamowa była walką wieczoru, po WrestleManii I w marcu 1985 roku. W innych ważnych walkach, Seth „Freakin” Rollins pokonał Logana Paula, Rhea Ripley pokonała Charlotte Flair zdobywając mistrzostwo kobiet SmackDown oraz w walce otwierającej galę, Austin Theory pokonał Johna Cenę broniąc mistrzostwo Stanów Zjednoczonych. Na gali miał miejsce powrót Pata McAfee, który walczył w swojej pierwszej walce od SummerSlam 2022, a także debiut Snoop Dogga w ringu w WWE, którzy obaj pokonali The Miza w zaimprowizowanych walkach, z tym ostatnim występującym na drugiej nocy. W walce wieczoru drugiej nocy, Roman Reigns pokonał Cody’ego Rhodesa broniąc niekwestionowane mistrzostwo WWE Universal. To następnie uczyniło Reignsa drugim wrestlerem po Hulku Hoganie, który wziął udział w trzech kolejnych WrestleManiach jako mistrz świata podczas tego samego panowania, ale uczyniło go jedynym wrestlerem, który bronił mistrzostw świata w każdym. W innych ważnych walkach, Edge pokonał "The Demon" Finna Bálora w Hell in a Cell matchu, Gunther pokonał Drew McIntyre’a i Sheamusa w Triple Threat matchu broniąc mistrzostwo Interkontynentalne oraz w walce otwierającej galę, Brock Lesnar pokonał Omosa. W nocy drugiej powrócił Shane McMahon, który ostatnio pojawił się na Royal Rumble 2022.

## Przygotowania, tło, produkcja i rywalizacje
WrestleMania jest sztandarowym cyklem gal pay-per-view federacji WWE, potocznie nazywa się ją Super Bowlem rozrywki sportowej. Cykl rozpoczął się wraz z pierwszą galą, 31 marca 1985. WrestleMania 39 będzie trzydziestą dziewiątą galą chronologii, organizowaną w SoFi Stadium w Inglewood. Sprzedaż biletów na wydarzenie rozpoczęła się 12 sierpnia 2022. WWE ogłosiło również, że WrestleMania Priority Passs będą dostępne od 22 lipca. Przepustki te obejmują najlepsze miejsca, osobne wejście na stadion, oferty premium gościnności oraz spotkania i pozdrowienia z obecnymi wrestlerami i legendami WWE.
Oficjalnymi motywami muzycznymi gali jest „Less Than Zero” autorstwa The Weeknd oraz „Hollywood Swinging” autorstwa Kool and the Gang. Gospodarzem gali został wrestler WWE The Miz.
WrestleMania została stworzona przez właściciela WWE Vince’a McMahona. W lipcu 2022 roku McMahon ogłosił przejście na emeryturę po pełnieniu funkcji prezesa rady dyrektorów i dyrektora generalnego (CEO) firmy od 1982 roku. Jego córka Stephanie McMahon wraz z prezesem WWE Nickiem Khanem zostali współdyrektorami generalnymi WWE, podczas gdy Stephanie także została prezesem rady dyrektorów. Zięć Vince’a - mąż Stephanie – Paul "Triple H" Levesque przejął kontrolę twórczą. Stephanie zrezygnowała z funkcji współdyrektora generalnego i prezesa rady dyrektorów w styczniu 2023 roku, a Vince wrócił jako prezes wykonawczy rady dyrektorów, podczas gdy Khan zostanie jedynym dyrektorem generalnym. Chociaż Vince powrócił w roli wykonawczej, Triple H zachował pełną kreatywną kontrolę nad bookowaniem fabuł WWE.
WrestleMania oferowała walki profesjonalnego wrestlingu z udziałem wrestlerów należących do brandów Raw i SmackDown. Oskryptowane rywalizacje (storyline’y) kreowane będą podczas cotygodniowych gal Raw i SmackDown. Wrestlerzy są przedstawieni jako heele (negatywni, źli zawodnicy i najczęściej wrogowie publiki) i face’owie (pozytywni, dobrzy i najczęściej ulubieńcy publiki), którzy rywalizują pomiędzy sobą w seriach walk mających budować napięcie. Kulminacją rywalizacji jest walka wrestlerska lub ich seria.

### Zaangażowanie celebrytów
Zgodnie z tradycją WrestleManii, w gali w różnych rolach wezmą udział gwiazdy branży rozrywkowej. 7 i 11 marca ogłoszono, że amerykańska artystka muzyki pop i reggaeton Becky G zaśpiewa „America the Beautiful” podczas pierwszej nocy na początku show, a piosenkarz muzyki country Jimmie Allen zaśpiewa tę samą piosenkę na początku drugiej nocy.

### Inne wydarzenia tygodnia WrestleManii
W ramach gali WrestleMania podczas tygodnia gali, WWE zorganizowało szereg wydarzeń przez cały tydzień. 27 marca przed WrestleManią 39, WWE wyemitowało specjalny odcinek Raw WrestleMania Edition w Footprint Center w Phoenix w stanie Arizona. W noc poprzedzającą WrestleMania 39, 31 marca, WWE rozpoczęło WrestleMania Weekend z specjalnym odcinkiem SmackDown WrestleMania Edition, na którym odbył się André the Giant Memorial Battle Royal, który wygrał Bobby Lashley. Zaraz po SmackDown rozpoczęła się ceremonia wprowadzenia do WWE Hall of Fame 2023. W dniu sobotniej WrestleManii, rozwojowy brand WWE NXT zorganizowało coroczne wydarzenie WrestleMania Week, Stand & Deliver. Tydzień WrestleMania zakończyło się Raw po WrestleManii 3 kwietnia. Wszystkie te wydarzenia odbyły się na żywo w Crypto.com Arena w Downtown Los Angeles.
1 lutego, 12 wrestlerów WWE wzięło udział w kręceniu odcinka Wheel of Fortune na tydzień o tematyce WWE, który zostanie wyemitowany podczas tygodnia WrestleManii. WWE Hall of Famer The Undertaker również miał swój 1 deadMAN Show w Los Angeles podczas tygodnia WrestleManii, który odbył się w The Novo w L.A. Live 31 marca. W jednoosobowym show Undertaker opowiadał historie ze swojej 30-letniej kariery.

### Parodie filmów promocyjnych
Podobnie jak na WrestleManii 21, WrestleMania 39 była promowana w telewizji serią parodii filmów i zwiastunów programów telewizyjnych, w których talenty WWE grał główne role ze znanych filmów i programów.
Obejmowały one:
- Seth „Freakin” Rollins przedstawiający Jokera w scenie, w której tańczy po schodach w filmie „Joker” przed konfrontacją z Becky Lynch, przedstawiającą Batmana (chociaż Batman nie pojawił się w tym filmie, postać Lynch była podobna do Batmana Christiana Bale’a w Trylogii Mrocznego Rycerza)[20].
- The Miz i Maryse robią parodię Top Gun, wychodzą na lotniskowcu ubrani w pełne kombinezony lotnicze[21].
- Rhea Ripley przedstawiająca Jedenastkę z Stranger Things z lektorem, którym był John Cena przedstawiający Martina Brennera próbującego wykorzystać jej moce psychiczne[22].
- Bianca Belair i Montez Ford odtwarzają scenę z filmu Titanic, przedstawiającą Jacka i Rose na dziobie statku[23].
- Drew McIntyre i The Brawling Brutes (Sheamus, Ridge Holland i Butch) odtwarzają scenę woskowania klatki piersiowej z filmu 40-letni prawiczek, w której Holland jest woskowany[24].
- The Bloodline (Roman Reigns, Jey Uso, Jimmy Uso, Solo Sikoa i Paul Heyman) odtwarzając scenę barową z filmu Chłopcy z ferajny[25].

### Roman Reigns vs. Cody Rhodes

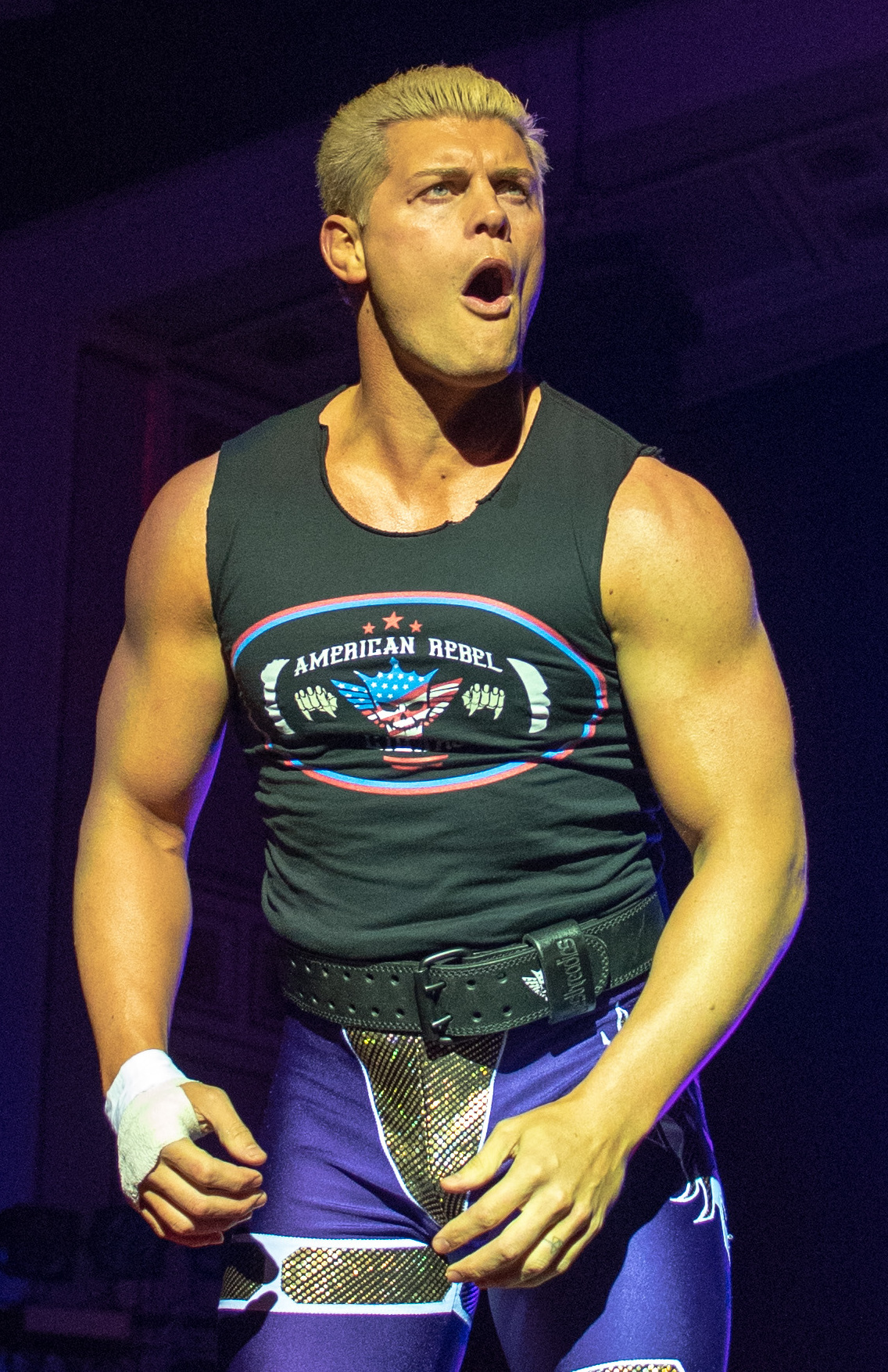
Cody Rhodes, który powrócił do WWE na zeszłorocznej WrestleManii, walczył o Undisputed WWE Universal Championship na WrestleManii 39 w walce wieczoru drugiej nocy.

Na WrestleManii 38, Cody Rhodes niespodziewanie powrócił do WWE po sześciu latach nieobecności w firmie - podczas swojej nieobecności na nowo ugruntował swoją pozycję w różnych innych federacjach i pomógł założyć All Elite Wrestling w styczniu 2019 roku. Na tej samej gali, Roman Reigns został niekwestionowanym mistrzem WWE Universal, zachowując swoje mistrzostwo Universal i zdobywając mistrzostwo WWE. Na Raw po WrestleManii Rhodes oświadczył, że wrócił, aby zdobyć mistrzostwo WWE, nie tylko dla siebie, ale także dla swojego zmarłego ojca, Dusty’ego, który nigdy nie zdobył tytułu. W czerwcu Rhodes doznał kontuzji mięśnia piersiowego, co wykluczyło go na kilka miesięcy. Na Royal Rumble, Cody Rhodes wygrał męski Royal Rumble match, aby zdobyć walkę z Romanem Reignsem o niekwestionowane mistrzostwo WWE Universal na WrestleManii 39. Podczas gdy Rhodes po prostu chciał zdobyć mistrzostwo, aby przynieść honor swojej rodzinie, Reigns, za pośrednictwem swojego specjalnego doradcy Paula Heymana, uczynił to osobistym, a Heyman stwierdził, że ostatnie słowa Dusty’ego do niego brzmiały, że chociaż Cody był jego ulubionym synem, Reigns, którego trenował Dusty, był synem, którego zawsze pragnął. 3 marca na odcinku SmackDown, Rhodes po raz pierwszy skonfrontował się twarzą w twarz z Reignsem. Rhodes twierdził, że przez całą swoją karierę zawsze pokonywał przeciwności losu i zrobi to ponownie na WrestleManii. Reigns potwierdził to, co powiedział Heyman, a następnie powiedział Rhodesowi, że na WrestleManii, jeśli jest coś, czego Dusty nie nauczy własnego syna, Reigns to zrobi. Ta walka czyni również Reignsa pierwszym wrestlerem, który bronił mistrzostwo świata na trzech WrestleManiach podczas tego samego panowania.

### Charlotte Flair vs. Rhea Ripley
Na Royal Rumble, Rhea Ripley wygrała kobiecy Royal Rumble match i zdobyła wybraną przez siebie walkę o mistrzostwo kobiet na WrestleManii 39. Na następnym odcinku Raw, zdecydowała się rzucić wyzwanie Charlotte Flair o mistrzostwo kobiet SmackDown, organizując pomiędzy nimi rewanż za WrestleManię 36 w 2020 roku, gdzie Flair wygrała tamtego roku Royal Rumble, wybrała Ripley na walkę o mistrzostwo kobiet NXT i pokonała ją na WrestleManii, aby zdobyć tytuł. To z kolei oznacza pierwszy rewanż kobiet za inną WrestleManię, który będzie miał miejsce na WrestleManii, a walkę zaplanowano na pierwszą noc WrestleManii.

### Bianca Belair vs. Asuka
Ze względu na wspomnianą wcześniej zwyciężczynię Royal Rumble matchu kobiet, Rheę Ripley, która wybrała walkę o mistrzostwo kobiet SmackDown, na tytułową galę zaplanowano Elimination Chamber match, który wyłoni pretendentkę Bianci Belair do mistrzostwa kobiet Raw na WrestleManii 39. Walkę wygrała Asuka pokonując Liv Morgan, Nikki Cross, Raquel Rodriguez, Natalyę i Carmellę, a walkę zaplanowano na drugą noc WrestleManii.

### Brock Lesnar vs. Omos
20 lutego na odcinku Raw, Omos i jego menadżer MVP odnieśli się do walki pomiędzy Brockiem Lesnarem i Bobbym Lashleyem z Elimination Chamber dwa dni wcześniej. MVP nazwał Lesnara tchórzem i twierdził, że Lesnar celowo został zdyskwalifikowany, ponieważ Lesnar wiedział, że nie może złamać poddania Lashleya Hurt Lock. Następnie MVP zaprosił Lesnara na Raw w następnym tygodniu, aby zaakceptował wyzwanie Omosa na walkę na WrestleManii 39. W tym odcinku, po tym, jak MVP zachęcał go do zaakceptowania walki, Lesnar zgodził się uczynić walkę oficjalną, a walkę zaplanowano na drugą noc WrestleManii.

### Gunther vs. Drew McIntyre vs. Sheamus
3 marca na odcinku SmackDown, ogłoszono Fatal 5-Way match pomiędzy Drew McIntyre’em, LA Knightem, Sheamusem, Kofim Kingstonem i Karrionem Krossem na następny tydzień, w którym zwycięzca zmierzy się z Guntherem o mistrzostwo interkontynentalne. 9 marca ogłoszono, że Xavier Woods zastąpi Kingstona w walce. W walce doszło do podwójnego pinfallu, w którym McIntyre i Sheamus zostali nazwani współzwycięzcami. Następnie ogłoszono, że obaj zmierzą się ze sobą w następnym tygodniu, aby wyłonić ostatecznego pretendenta, jednak ta walka zakończyła się bez rezultatu po tym, jak Imperium (Gunther, Ludwig Kaiser i Giovanni Vinci) zaatakowało obu mężczyzn. Następnie ogłoszono, że Gunther będzie bronił tytułu przeciwko McIntyre’owi i Sheamusowi w Triple Threat matchu na WrestleManii 39, a walkę zaplanowano na drugą noc WrestleManii.

### Austin Theory vs. John Cena

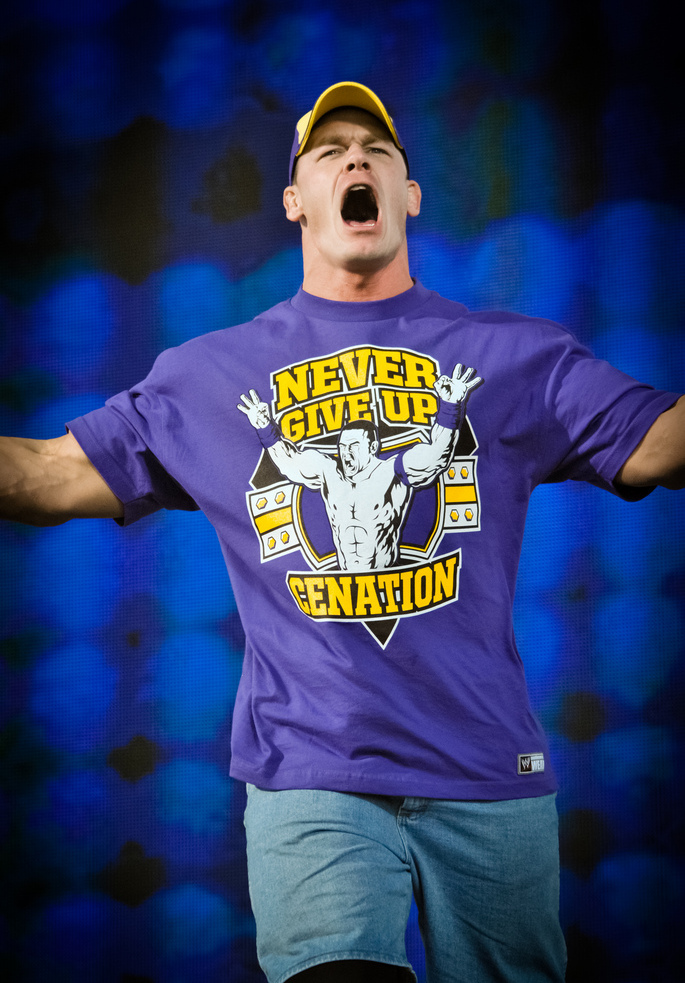
John Cena walczył o WWE United States Championship na WrestleManii 39, co było jego pierwszym występem na WrestleManii od WrestleManii 36 w 2020 roku. Następnie jego walka otworzyła pierwszą noc i był to drugi raz, kiedy Cena wziął udział w walce otwarcia na WrestleManii, po WrestleManii XX w 2004 roku, która dotyczyła tego samego tytułu.

Od kwietnia 2022 roku, Austin Theory i John Cena drażnili się ze sobą w mediach społecznościowych. Obaj na krótko stanęli twarzą w twarz podczas obchodów 20-lecia Ceny 27 czerwca 2022 roku na odcinku Raw, gdzie Theory kpił z Ceny i nazwał go poza zasięgiem. W lutym 2023 roku, podczas konferencji prasowej po Elimination Chamber po tym, jak Theory zachował mistrzostwo Stanów Zjednoczonych na gali, Theory był zirytowany, że wszyscy pytają o Cenę zamiast o jego własne osiągnięcia. Po ogłoszeniu, że Cena powróci 6 marca na odcinku Raw, Theory oświadczył, że ciepło go powita. Tam Theory skonfrontował się z Ceną i stwierdził, że Cena był dla niego inspiracją, a następnie wyzwał Cenę, by zmierzył się z nim na WrestleManii 39 o mistrzostwo Stanów Zjednoczonych, jednak Cena odmówił, ponieważ czuł, że Theory nie jest gotowy. Po namówieniu przez Theory’ego, Cena pozwolił swojemu rodzinnemu miastu Bostonowi w stanie Massachusetts zdecydować, a oni wiwatowali, aby zobaczyć walkę, co skłoniło Cenę do przyjęcia wyzwania. 24 marca potwierdzono, że walka otworzy pierwszą noc.

### Logan Paul vs. Seth „Freakin” Rollins
Na Royal Rumble Logan Paul, który pauzował z powodu kontuzji od Crown Jewel w listopadzie 2022 roku, niespodziewanie powrócił jako uczestnik męskiego Royal Rumble matchu i wyeliminował Seth „Freakin” Rollins. Następnie Rollins zaczął źle mówić o Paulu w wywiadach, stwierdzając, że nie chce, aby Paul był w WWE. Na Elimination Chamber podczas tytułowej walki, Paul zakradł się do klatki i zaatakował Rollinsa, kosztując mu walkę o mistrzostwo Stanów Zjednoczonych. Paul przyjął zaproszenie Rollinsa na konfrontację 6 marca na odcinku Raw, gdzie Rollins chciał walczyć, ale Paul odmówił i stwierdził, że nie będzie walczyć za darmo i zasugerował, że mogą walczyć na WrestleManii 39. Gospodarz WrestleManii, The Miz, stwierdził następnie, że może uczynić walkę oficjalną, co zostało później potwierdzone. W swoim podcaście Impaulsive, Paul powiedział, że walka odbędzie się na pierwszej nocy.

### Trish Stratus, Lita i Becky Lynch vs. Damage CTRL
Na SummerSlam w lipcu 2022 roku, Bayley powróciła wraz z Dakotą Kai i Iyo Sky po walce Becky Lynch. Lynch następnie pauzowała powodu ataku Bayley, Kai i Sky, a cała trójka nazwała się Damage CTRL. Lynch powróciła w listopadzie i poprowadziła swoją drużynę do pokonania drużyny Damage CTRL w WarGames match na Survivor Series WarGames. Przez kilka następnych tygodni, Damage CTRL nadal atakowało Lynch, a 6 lutego 2023 roku na odcinku Raw, podczas Steel Cage matchu pomiędzy Lynch i Bayley, WWE Hall of Famerka Lita powróciła i uniemożliwiła Sky i Kai ingerowanie w walkę, pozwalając Lynch pokonać Bayley. Następnie Lynch i Lita pokonali Sky i Kai 27 lutego, aby wygrać mistrzostwo kobiet Tag Team WWE dzięki powracającej koleżance z Hall of Fame, Trish Stratus, która uniemożliwiła Bayley ingerencję. W następnym tygodniu Stratus, która przeszła na emeryturę na SummerSlam w 2019, oświadczyła, że wraca z emerytury, aby ona, Lynch i Lita mogli rzucić wyzwanie Damage CTRL na Six-woman Tag Team match na WrestleManii 39 i Damage CTRL zaakceptowało, a walkę zaplanowano na pierwszą noc WrestleManii.

### Edge vs. Finn Bálor
Na WrestleManii 38, Edge wygrał swoją walkę dzięki odwróceniu uwagi od Damiana Priesta. Następnie obaj utworzyli frakcję o nazwie The Judgement Day. W ciągu następnych kilku miesięcy do grupy dołączą również Rhea Ripley i Finn Bálor. Jednak w czerwcu Bálor, Priest i Ripley zwrócili się przeciwko Edge’owi, wyrzucając go z grupy. We wrześniu The Judgement Day zwerbował Dominika Mysterio. Edge kontynuował feud z The Judgement Day przez kilka następnych miesięcy, a on i jego żona Beth Phoenix połączyli siły, aby pokonać Bálora i Ripley na Elimination Chamber. Na następnym odcinku Raw, Edge, który czuł, że jego feud z The Judgement Day dobiegł końca, przegrał walkę o mistrzostwo Stanów Zjednoczonych po interwencji Bálora. W następnym tygodniu, Bálor powiedział, że ich feud się nie skończył i wyzwał Edge’a na pojedynek na WrestleManię 39. W odcinku z następnego tygodnia, Edge ingerował w walkę Bálora, powodując jego przegraną. Po tym Edge wykonał na nim Spear. Później Edge wyzwał Bálora, by spotkał się z nim sam na sam w ringu w następnym odcinku. Tam obaj zgodzili się na Hell in a Cell match na WrestleManii 39 z Edge’em chcącym zmierzyć się z osobowością Bálora „Demon” i Bálor zgodził się, a walkę zaplanowano na drugą noc WrestleManii.

### Męski i Żeński WrestleMania Showcase
17 marca na odcinku SmackDown ogłoszono, że na WrestleManii 39 odbędzie się WrestleMania Showcase zarówno dla mężczyzn, jak i kobiet, które będą Fatal 4-Way Tag Team matchami dla każdej dywizji. Tej nocy rozpoczęły się walki eliminacyjne. Liv Morgan i Raquel Rodriguez zakwalifikowały się jako pierwsze do walki kobiet, pokonując Tegan Nox i Emmę. W następnym tygodniu, Natalya i Shotzi zakwalifikowały się, pokonując Xię Li i Lacey Evans, a po walce dodano Rondę Rousey i Shaynę Baszler, omijając walkę kwalifikacyjną. Ostatnia walka kwalifikacyjna odbyła się 27 marca na odcinku Raw, a Chelsea Green i Sonya Deville zakwalifikowały się, pokonując "Michin" Mię Yim i Candice LeRae. Nie odbyły się żadne walki kwalifikacyjne do męskiego Showcase’a, ponieważ wszystkie cztery drużyny zostały ogłoszone 20 marca: Braun Strowman i Ricochet, The Viking Raiders (Erik i Ivar), The Street Profits (Angelo Dawkins i Montez Ford) oraz Alpha Academy (Chad Gable i Otis), a walkę zaplanowano na drugą noc WrestleManii.

### The Usos vs. Kevin Owens i Sami Zayn
Od końca 2020 roku, Kevin Owens toczył z przerwami feud z The Bloodline. Na Survivor Series WarGames w listopadzie 2022 roku, Owens był jednym z członków drużyny przeciwnej w WarGames matchu przeciwko The Bloodline, w którym uczestniczył najlepszy przyjaciel Owensa, Sami Zayn, który dołączył do The Bloodline jako członek honorowy w połowie 2022 roku. The Bloodline zwyciężyło na Survivor Series dzięki zdradzie Owensa przez Zayna. Po tym, jak lider Bloodline, Roman Reigns zachował niekwestionowane mistrzostwo WWE Universal na Royal Rumble 2023, członkowie Bloodline (The Usos (Jey Uso i Jimmy Uso) oraz Solo Sikoa) zaatakowali Owensa, podczas gdy Zayn obserwował w niepewności. Gdy Reigns miał zamiar zaatakować bezbronnego Owensa stalowym krzesłem, Zayn błagał Reignsa, by przestał. Następnie Reigns rozkazał Zaynowi zaatakować Owensa krzesłem, a po tym, jak został zbesztany przez Reignsa, Zayn obrócił się przeciwko Bloodline i zamiast tego zaatakował Reignsa krzesłem. Zayn przeprosił Jeya, a następnie Jimmy, Sikoa i Reigns zaatakowali Zayna, podczas gdy emocjonalnie zrozpaczony Jey obserwował przed opuszczeniem ringu, jak reszta The Bloodline nadal atakuje Zayna i Owensa. Doprowadziło to do walki o tytuł pomiędzy Reignsem i Zaynem na Elimination Chamber, w której Reigns wygrał, ale po walce Owens uniemożliwił The Bloodline (bez Jeya) zadawanie dalszych obrażeń Zaynowi. Na następnym Raw, Zayn powiedział, że pomimo ich trudnej historii, on i Owens powinni współpracować, aby obalić The Bloodline. Owens powiedział, że asystował Zaynowi tylko po to, aby rodzina Zayna nie musiała patrzeć, jak zostaje zniszczony, tak jak zrobił to Owens przed własną rodziną na Royal Rumble, i powiedział Zaynowi, że będzie kontynuował samotną walkę z Bloodline. W nadchodzących tygodniach, Zayn próbował przekonać The Usos, że Reigns nimi manipuluje. Jimmy utrzymał swoją lojalność wobec swojej rodziny, podczas gdy niepewność Jeya trwała aż do odcinka Raw z 6 marca, gdzie pozornie stanął po stronie Zayna, ale potem zwrócił się przeciwko Zaynowi. Na SmackDown w ten piątek, Jey wyjaśnił, że nie chciał zdradzić Zayna, ale musiał to zrobić dla swojej rodziny. W następnym tygodniu, Cody Rhodes wezwał Zayna i Owensa, próbując naprawić sytuację, ale Owens odmówił, jednak później tej nocy Owens wyszedł pomóc Zaynowi, który wpadł w zasadzkę The Usos, a Owens i Zayn przytulili się. 20 marca na odcinku Raw, The Usos przyjęli wyzwanie Owensa i Zayna na walkę na WrestleManii 39 o niekwestionowane mistrzostwo WWE Tag Team, a walkę zaplanowano na pierwszą noc WrestleManii.

### Rey Mysterio vs. Dominik Mysterio
Rey Mysterio miał również własne problemy z The Judgment Day, które nasiliły się, gdy jego własny syn Dominik zwrócił się przeciwko niemu, by dołączył do Judgment Day na Clash at the Castle we wrześniu 2022. Rey odmówił walki z własnym synem i miał opuścić WWE, ale został przekonany do pozostania i został przeniesiony na brand SmackDown, aby uniknąć Judgement Day na Raw. Jednak ich ścieżki ponownie skrzyżowały się na Royal Rumble. Rey miał wziąć udział w męskim Royal Rumble matchu, ale nigdy nie wyszedł, gdy grała jego muzyka wejściowa. Następnie wszedł Dominik, niosąc maskę Reya, co sugeruje, że zaatakował swojego tatę, aby uniemożliwić mu wejście do Rumble. Gdy Rhea Ripley z Judgement Day wygrała Royal Rumble match kobiet i zdecydowała się walczyć o mistrzostwo kobiet SmackDown, grupa zaczęła pojawiać się na SmackDown, w ten sposób Dominik ponownie zaczął dręczyć swojego tatę. Po ogłoszeniu, że Rey będzie pierwszym wprowadzonym do WWE Hall of Fame w 2023 roku, The Judgement Day przerwał, a Dominik powiedział, że jego tata nie zasługuje na uznanie. W następnym tygodniu, emocjonalny Rey powiedział, że chce, aby Dominik był u jego boku podczas wprowadzenia do Hall of Fame, ale zamiast tego Dominik próbował sprowokować Reya do walki na WrestleManii 39. Rey powiedział, że gdyby to był ktoś inny, przyjąłby wyzwanie, ale potwierdził swoje stanowisko, że nie będzie walczył z synem. Na odcinku z 24 marca, rodzina Mysterio była obecna na walce Reya, który przegrał dzięki interwencji Dominika. Potem Dominik zlekceważył swoją matkę i siostrę, zmuszając Reya do interwencji i uderzenia Dominika. Rey następnie stwierdził, że Dominik go do tego zmusił i przyjął jego wyzwanie na walkę na WrestleManii 39, a walkę zaplanowano na pierwszą noc WrestleManii. W tym czasie, Legado Del Fantasma (Santos Escobar, Joaquin Wilde, Cruz Del Toro i Zelina Vega) pomagali Reyowi w walce z The Judgment Day. 31 marca na odcinku SmackDown powiedzieli, że będą u boku Reya, jeśli Judgement Day spróbuje ingerować w WrestleManię, a Rey wskrzesił Latino World Order (LWO), frakcję, w której Rey był wcześniej w World Championship Wrestling.

### Odwołana walka

#### Bray Wyatt vs. Bobby Lashley
Na SmackDown przed Elimination Chamber, Bray Wyatt oświadczył, że na WrestleManii będzie rzucał wyzwanie zwycięzcy walki Brock Lesnar kontra Bobby Lashley, który odbędzie się w Elimination Chamber. Lashley wygrał walkę przez dyskwalifikację, a na kolejnym Raw powiedział, że nikt, łącznie z Wyattem, nie może złamać jego poddania Hurt Lock i stwierdził, że wszyscy muszą okazać mu szacunek, bo inaczej ich powali. Następnie Wyatt zaczął grać z Lashleyem w kolejnych odcinkach Raw i SmackDown, co jeszcze bardziej go rozwścieczyło. Następnie Lashley pojawił się 3 marca na odcinku SmackDown, aby skonfrontować się z Wyattem, ale zamiast tego został skonfrontowany ze wspólnikiem Wyatta, Uncle Howdym, którego Lashley odeprzył. Jednak pod nieobecność Wyatta kąt został odpuszczony. Następnie poinformowano, że Wyatt zmagał się z nieujawnioną chorobą. 19 sierpnia okazało się, że choroba zagraża życiu, ale czyni postępy na drodze do powrotu. Jednak zaledwie pięć dni później, 24 sierpnia, Wyatt niespodziewanie zmarł na atak serca. Okazało się również, że przyczyną choroby był wirus COVID-19, który zaostrzył istniejącą chorobę serca.

## Gala

### Noc 1
| Rola:                           | Osoba:                                     |
| ------------------------------- | ------------------------------------------ |
| Komentatorzy angielskojęzyczni  | Michael Cole                               |
| Komentatorzy angielskojęzyczni  | Corey Graves                               |
| Komentatorzy angielskojęzyczni  | Titus O’Neil (Męski WrestleMania Showcase) |
| Komentatorzy hiszpańskojęzyczni | Marcelo Rodriguez                          |
| Komentatorzy hiszpańskojęzyczni | Jerry Soto                                 |
| Komentatorzy hiszpańskojęzyczni | Bad Bunny (Rey vs. Dominik)                |
| Spikerzy                        | Mike Rome (Raw)                            |
| Spikerzy                        | Samantha Irvin (SmackDown)                 |
| Sędziowie                       | Danilo Anfibio                             |
| Sędziowie                       | Shawn Bennett                              |
| Sędziowie                       | Jessika Carr                               |
| Sędziowie                       | Daphne Lashaunn                            |
| Sędziowie                       | Eddie Orengo                               |
| Sędziowie                       | Chad Patton                                |
| Sędziowie                       | Ryan Tran                                  |
| Sędziowie                       | Rod Zapata                                 |
| Ankieterzy                      | Byron Saxton                               |
| Ankieterzy                      | Cathy Kelley                               |
| Panel Pre-show                  | Kayla Braxton                              |
| Panel Pre-show                  | Peter Rosenberg                            |
| Panel Pre-show                  | Booker T                                   |
| Panel Pre-show                  | Wade Barrett                               |

#### Główne show
Pay-per-view rozpoczęło się od gospodarzy WrestleManii, The Miza i Snoop Dogga, którzy podkręcili tłum na tę galę.
W pierwszej walce pierwszej nocy, Austin Theory bronił mistrzostwo Stanów Zjednoczonych przeciwko Johnowi Cenie. Podczas walki Cena założył STF na Theorym, który ugryzł rękę Ceny, aby unieważnić poddanie. Po wykonaniu Five Knuckle Shuffle na Theorym, Cena próbował wykonać Attitude Adjustment na Theorym, Theory nieumyślnie obezwładnił sędziego przed ucieczką. Cena założył STF na Theorym, który ostatecznie poddał się, jednak sędzia nadal był ubezwłasnowolniony. Gdy Cena próbował ożywić sędziego, Theory wykonał low blow i A-Town Down na Cenie, aby zachować tytuł.
Następnie, Braun Strowman i Ricochet, The Street Profits (Angelo Dawkins i Montez Ford), Alpha Academy (Chad Gable i Otis) oraz The Viking Raiders (Erik i Ivar, w towarzystwie Valhalli) rywalizowali w Męskim WrestleMania Showcase Fatal 4-way tag team matchu. Podczas walki doszło do impasu pomiędzy wszystkimi czterema drużynami, a Viking Raiders zdominowali pozostałe trzy drużyny. W końcówce, gdy Ricochet próbował wykonać Shooting Star Press na Dawkinsie, Dawkins uniósł kolana, aby zablokować uderzenie. Następnie Dawkins położył Ricocheta na kolanach, a Ford wykonał na Ricochecie From the Heavens. Następnie Dawkins przypiął Ricocheta, aby wygrać walkę.
Następnie, Seth „Freakin” Rollins zmierzył się z Loganem Paulem (w towarzystwie maskotki napoju energetycznego Prime, jednej z marek powiązanych z Paulem). Podczas walki Rollins wykonał Stomp na prawej ręce Paula, która znajdowała się na stalowych schodach. Paulowi udało się jednak wykonać uderzenie Rollinsa prawą ręką, na nearfall. Rollins wykonał sit-out Powerbomb na Paulu, na nearfall. Gdy Rollins próbował Stomp, maskotka Prime Energy wyciągnęła Paula z ringu i ujawniła się jako KSI. Rollins skonfrontował się z KSI tylko po to, by Paul rzucił Rollinsa na ring. Po tym, jak KSI i Paul oczyścili stół komentatorski, Paul umieścił Rollinsa na stole komentatorskim. Kiedy Paul próbował wykonać Rollinsowi frog splash na stół, Rollins pociągnął KSI-a na stół, a Paul nieumyślnie wykonał frog splash na KSI-u. Z powrotem na ringu Rollins wykonał Pedigree na Paulu, na nearfall. Paul wykonał frog splash na Rollinsie z górnego narożnika, na nearfall. W końcowych momentach, gdy Paul próbował wykonać Coast-To-Coast na Rollinsie, Rollins skontrował w superkick i wykonał Stomp na Paulu, aby wygrać walkę.
W czwartej walce, Damage CTRL (Bayley, Dakota Kai i Iyo Sky) zmierzyły się z Trish Stratus, Litą i Becky Lynch. Przed rozpoczęciem walki doszło do bójki pomiędzy wszystkimi sześcioma kobietami. W końcówce Stratus wykonała Chick Kick na Sky, Lita wykonała LitaSault na Kai, a Lynch wykonała Manhandle Slam z górnej liny na Bayley, aby wygrać walkę.
Następnie, Rey Mysterio zmierzył się ze swoim synem Dominikiem Mysterio w zaledwie drugim w historii pojedynku ojciec-syn na WrestleManii (po Vince McMahon vs. Shane McMahon na WrestleMania X-Seven w kwietniu 2001), który był sponsorowany przez Cinnamon Toast Crunch. Podczas walki Rey posłał Dominika na ring i zaatakował go pasem. Dominik szydził wtedy z matki i siostry, które siedziały w pierwszym rzędzie. Koledzy z drużyny Judgement Day, Finn Bálor i Damian Priest, pojawili się następnie przy ringu. Rey wykonał 619 Dominikowi i spróbował wykonać frog splash, jednak Priest zepchnął Reya z narożnika. Legado del Fantasma (Santos Escobar, Joaquin Wilde i Cruz Del Toro) następnie zeszli i zaatakowali zarówno Bálora, jak i Priesta. Dominik wykonał 619 na Reyu i frog splash na Reyu, na nearfall. W ostatnich chwilach Dominik wyciągnął z marynarki Priesta łańcuch. Gdy Dominik próbował uderzyć Reya łańcuchem, Bad Bunny, który służył jako gościnny hiszpański komentator, wyrwał łańcuch Dominikowi. Następnie Rey wykonał 619 i Frog Splash na Dominiku, aby wygrać walkę. Po meczu Rey objął swoją rodzinę w ringu.
Następnie, Charlotte Flair broniła mistrzostwo kobiet SmackDown przeciwko Rhei Ripley. Gdy Ripley próbowała użyć swojego finishera Riptide, Flair zamieniła go w DDT, na nearfall. Następnie Ripley wykonała odwrócony German suplex z górnej liny na Flair, na nearfall. Flair wykonała Natural Selection na Ripley, na nearfall. Gdy Flair próbowała wykonać Spear, Ripley usunęła się z drogi i Flair prawie zderzyła się z sędzią. Ripley wykonała headbutt i Riptide na Flair, na nearfall. Następnie Flair wspięła się na górną linę, próbując wykonać na Ripley fallway slam, jednak Ripley wykonała slam na Flair ze szczytu słupka ringu i wykonał lawinowy Riptide na Flair, aby zdobyć tytuł, czyniąc Ripley pierwszą kobietą, która pokonała Flair w pojedynku na WrestleManii. Następnie Ripley została pierwszą kobietą, która wygrała mistrzostwo Raw, SmackDown, NXT, NXT UK i WWE Women’s Tag Team.
Gospodarze WrestleManii, The Miz i Snoop Dogg, wyszli, aby ogłosić frekwencję na pierwszej nocy, która wyniosła 80 497 osób. Snoop Dogg stwierdził następnie, że jedyną rzeczą lepszą od rekordu frekwencji jest udział Miza w walce. To przywołało powracającego Pata McAfee, który pojawił się po raz pierwszy od SummerSlam 2022. Snoop Dogg, jako współgospodarz, uczynił walkę oficjalną. W końcowych momentach zaimprowizowanej przedostatniej walki The Miz popchnął gracza San Francisco 49ers, George’a Kittle’a, który siedział przy ringu. Następnie Kittle przeskoczył barykadę i uderzył The Miza bez wiedzy sędziego. Następnie McAfee wykonał na Miza Swantona z górnego narożnika. Następnie McAfee wykonał Punt na The Mizie, aby wygrać walkę. Po walce McAfee świętował z Kittlem.

#### Walka wieczoru

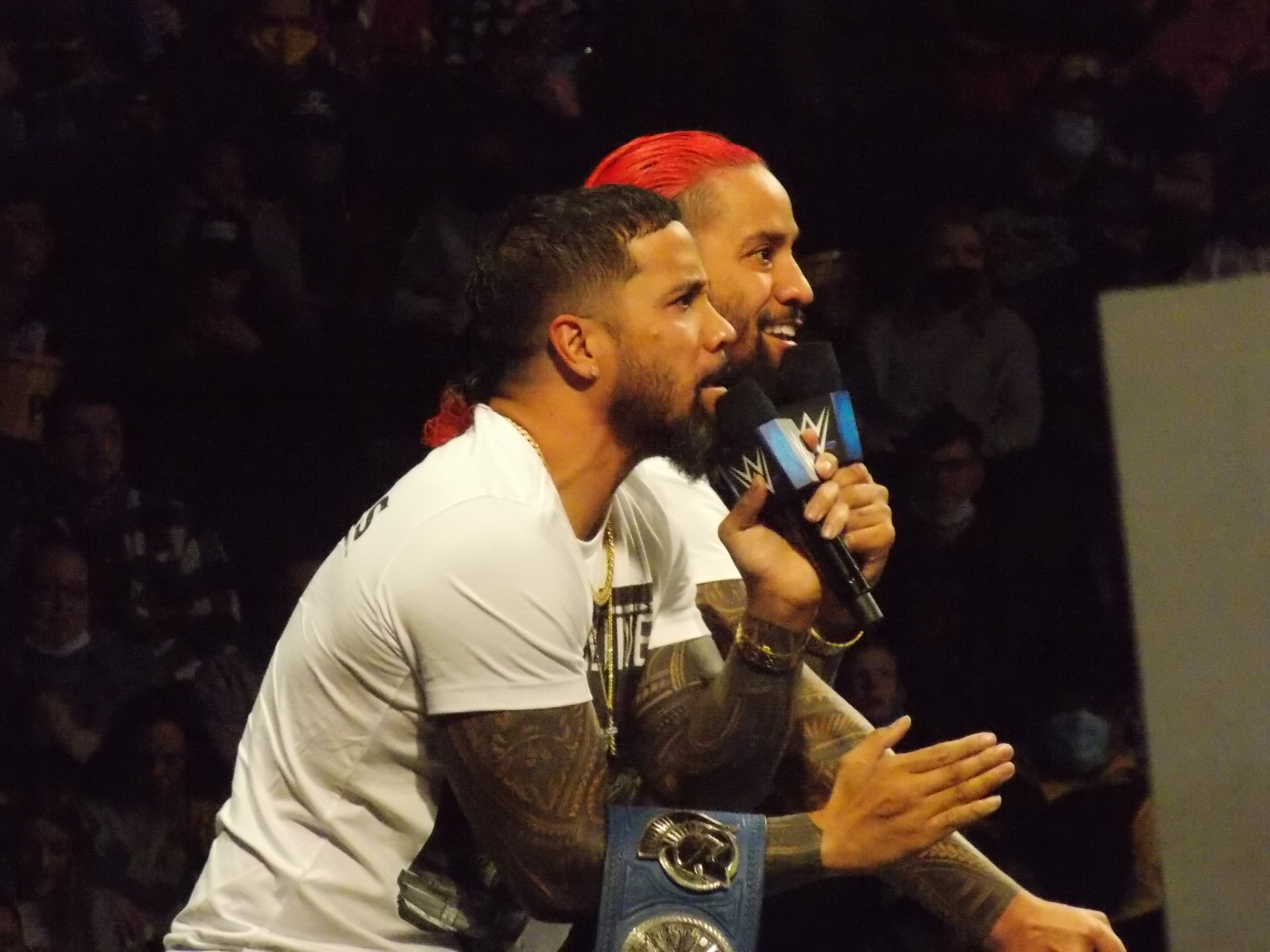
The Usos (Jey Uso i Jimmy Uso) bronili SmackDown Tag Team Championship (na zdjęciu) jednocześnie z Raw Tag Team Championship jako Undisputed WWE Tag Team Championship w walce wieczoru pierwszej nocy, który był pierwszą walką o mistrzostwo tag team w walce wieczoru WrestleManii. The Usos przegrali z Kevinem Owensem i Samim Zaynem, kończąc ich rekordowe panowanie z SmackDown Tag Team Championship trwające 622 dni, co jest najdłuższym panowaniem męskich mistrzostw tag team w historii WWE.

W walce wieczoru pierwszej nocy, The Usos (Jey Uso i Jimmy Uso) bronili niekwestionowane mistrzostwo WWE Tag Team przeciwko Kevinowi Owensowi i Sami Zaynowi, wyznaczając pierwszą walkę o mistrzostwo tag team walką wieczoru WrestleManii i dopiero drugi tag team match w ogóle jako walkę wieczoru, po WrestleManii I w marcu 1985. Po zdominowaniu obu Usos, Owens wykonał Frog Splash na Jeyu, na nearfall. Jimmy wykonał Uso Splash na Owensie, na nearfall. Zayn wykonał na Jeyu brainbuster na obrzeże ringu, pozwalając Owensowi wykonać Swanton Bomb, na nearfall. Zayn wykonał Uso Splash na Jeyu, na nearfall. Następnie obaj Usos wykonali na Zaynie wiele superkicków, jednak Owens przerwał próbę przypięcia. Następnie obaj Usos kontynuowali atakowanie Zayna superkickami. Gdy Owens chciał wykonać powerbomb dla Jimmym na stole komentatorskim, Jey przerwał to i obaj Usos zadali Owensowi double chokeslam na stół komentatorski. The Usos nadal wykonywali superkicki na Zaynie i wykonali 1-D, na nearfall, oznaczając pierwszy raz, kiedy wrestler skickoutował po 1-D. Następnie Jey zaatakował Zayna własnym finisherem Zayna, Helluva Kick. Następnie Zayn wykonał Exploder Suplex Jeyowi w narożniku. Owens wykonał pop-up powerbomby na obu Usos, pozwalając Zaynowi wykonać Helluva Kick na Jimmym, a Owens wykonał Stunner na Jeyu, na nearfall. W końcowych momentach Owens wykonał Stunner Jimmy’emu, a Zayn wykonał trzy Helluva Kicki Jeyowi, aby zdobyć tytuł i zakończyć 622-dniowe panowanie The Usos jako mistrzów SmackDown Tag Team. W wyniku tej wygranej Owens został mistrzem Grand Slam.

### Noc 2
| Rola:                           | Osoba:                                             |
| ------------------------------- | -------------------------------------------------- |
| Komentatorzy angielskojęzyczni  | Michael Cole                                       |
| Komentatorzy angielskojęzyczni  | Corey Graves                                       |
| Komentatorzy angielskojęzyczni  | Titus O’Neil (Intercontinental Championship match) |
| Komentatorzy hiszpańskojęzyczni | Marcelo Rodriguez                                  |
| Komentatorzy hiszpańskojęzyczni | Jerry Soto                                         |
| Spikerzy                        | Mike Rome (Raw)                                    |
| Spikerzy                        | Samantha Irvin (SmackDown)                         |
| Sędziowie                       | Danilo Anfibio                                     |
| Sędziowie                       | Jason Ayers                                        |
| Sędziowie                       | Shawn Bennett                                      |
| Sędziowie                       | Jessika Carr                                       |
| Sędziowie                       | Dan Engler                                         |
| Sędziowie                       | Daphne Lashaunn                                    |
| Sędziowie                       | Eddie Orengo                                       |
| Sędziowie                       | Chad Patton                                        |
| Ankieterka                      | Cathy Kelley                                       |
| Pre-show panel                  | Kayla Braxton                                      |
| Pre-show panel                  | Kevin Patrick                                      |
| Pre-show panel                  | Peter Rosenberg                                    |
| Pre-show panel                  | Booker T                                           |
| Pre-show panel                  | Wade Barrett                                       |

#### Główne show
Transmisja pay-per-view rozpoczęła się od The Miza i Snoop Dogga, którzy podkręcali tłum przed drugą nocą.
W pierwszej walce, Brock Lesnar walczył z Omosem (w towarzystwie MVP). Podczas walki Omos zdominował Lesnara i objął Lesnara bear hugiem. Omos wykonał chokeslam na Lesnarze, na nearfall. W końcówce, gdy Lesnar próbował wykonać F-5, Omos uciekł, jednak Lesnar odpowiedział, wykonując trzy German suplexy i F-5 na Omosie, aby wygrać walkę.
Następnie odbył się Women’s WrestleMania Showcase, w którym rywalizowały Ronda Rousey i Shayna Baszler, Natalya i Shotzi, Chelsea Green i Sonya Deville oraz Liv Morgan i Raquel Rodriguez. W końcówce Rousey założyła dźwignię armbar na Shotzi, która się poddała, przez co Baszler i Rousey wygrały walkę.
W krótkim fragmencie, który nastąpił później, Bobby Lashley, który w piątek wygrał André The Giant battle royal, został przedstawiony publiczności.
Następnie, Gunther bronił mistrzostwo Interkontynentalne przeciwko Drew McIntyre’owi i Sheamusowi. Podczas walki Sheamus wykonał 28 Beats of the Bodhrán na McIntyrze. Gunther wykonał Powerbomb na McIntyrze, na nearfall. Sheamus wykonał White Noise z górnego narożnika na Guntherze, a następnie Celtic Cross na Guntherze, na nearfall. Gdy Sheamus wykonał Brogue Kick na Guntherze, McIntyre wyciągnął Sheamusa z ringu. Sheamus wykonał Brogue Kick na McIntyrze, na nearfall. Następnie McIntyre wykonał Claymore na Sheamusie, na nearfall. Sheamus wykonał Brogue Kick na McIntyrze, jednak Gunther anulował próbę przypięcia diving splashem. W końcówce Gunther następnie wykonał powerbomb na Sheamusie, który wylądował na McIntyrze i kolejną bombę na McIntyrze, aby zachować tytuł.
W następnej walce, Bianca Belair broniła mistrzostwo kobiet Raw przeciwko Asuce. W końcówce Belair zpowerbombowała Asukę na zewnątrz i przetoczył ją z powrotem do ringu, dla two-countu. Asuka uderzyła kolanem w twarz, a Belair uderzyła barkiem. Belair próbowała wykonać Kiss of Death z najwyższej liny, ale Asuka skontrowała go w codebreaker. Asuka spróbowała opluć Asian Mistem, ale chybiła, pozwalając Belair podnieść ją do Kiss of Death, ale Asuka skontrowała ją zakładając armbar. Następnie Belair podniosła Asukę, będąc wciąż w dźwigni, i wykonała Kiss of Death, aby zachować tytuł.
Następnie, The Miz i Snoop Dogg ogłosili frekwencję na drugiej nocy w wysokości 81 395 i łączną frekwencję w obu nocach w wysokości 161 892. Następnie Miz zaczął opowiadać Snoop Doggowi o tym, jak nie był gotowy na walkę z McAfeem poprzedniej nocy. To przyniosło powracającego Shane’a McMahona, który pojawił się po raz pierwszy od Royal Rumble 2022, który wyszedł, by rzucić wyzwanie Mizowi. Następnie Snoop Dogg uczynił walkę oficjalną, ale McMahon autentycznie zerwał mięsień czworogłowy uda, powodując zatrzymanie walkę. W zaimprowizowanej chwili, Snoop Dogg wszedł na ring i rzucił wyzwanie Mizowi, uderzając go dwukrotnie i wykonując People’s Elbow, aby wygrać zaimprowizowaną walkę. To uczyniło The Miza pierwszym wrestlerem, który przegrał walki w obie noce WrestleManii od czasu zmiany formatu gali na dwie noce w 2020 roku.
W przedostatniej walce, Edge walczył z "The Demon" Finnem Bálorem w Hell in a Cell matchu. Edge wykonał Edge-O-Matic za two-count. Następnie Edge wykonał Michinoku Driver. Następnie Edge rzucił drabinę w Bálora. Bálor następnie wykonał Coup de Grâce, na nearfall. Bálor następnie spróbował wykonać kolejny Coup de Grâce, ale Edge usunął się z drogi. Gdy Edge próbował wykonać Speara, Bálor poruszył się i wykonał Slingblade. Bálor następnie uderzył Edge’a krzesłem i położył go na stole. Następnie Bálor wspiął się na ścianę klatki i spróbował wykonać Coup de Grâce z podwyższeniem, ale Edge usunął się z drogi i Bálor uderzył w stół. Następnie Edge wykonał Spear i uderzył Bálora con-chair-to, aby wygrać walkę.

#### Walka wieczoru
W walce wieczoru drugiej nocy, Roman Reigns (w towarzystwie Paula Heymana i Solo Sikoa) bronił niekwestionowane mistrzostwo WWE Universal przeciwko Cody’emu Rhodesowi, po raz pierwszy wrestler bronił mistrzostwo świata na trzech kolejnych WrestleManiach podczas tego samego panowania. Po kilku minutach wzajemnego patrzenia na siebie, Rhodes wykonał dropkick na Reignsie za one-count. Podczas gdy sędzia był rozproszony, Sikoa zaatakował Rhodesa poza ringiem, a Reigns przypiął go, naa nearfall. Poza ringiem Rhodes wykonał backdrop na Reignsie przez stół komentatorski. Po powrocie do ringu Rhodes wykonał Cody Cutter, na nearfall. Sikoa następnie zaatakował Rhodesa pasem balastowym Rhodesa, co doprowadziło do jego wyrzucenia z ringside’u. Następnie Rhodes wykonał Cross Rhodes na Reignsie, na nearfall. Rhodes skontrował próbę uderzenia Superman Punch w Pedigree, na nearfall. Gdy Rhodes zeskoczył z górnej liny, Reigns wykonał Spear, na nearfall. Reigns założył duszenie gilotynowe, ale Rhodesowi udało się uciec. Rhodes chciał kopnąć Reignsa, który zrobił unik, a Rhodes przypadkowo kopnął sędziego, obezwładniając go. Gdy Rhodes próbował wykonać DDT, The Usos (Jey Uso i Jimmy Uso) wbiegli i zaatakowali Rhodesa, tylko po to, by Kevin Owens i Sami Zayn obronili Rhodesa, a obie drużyny walczyły w tłumie. Po powrocie sędziego Rhodes przypiął Reignsa, na kolejny nearfall. W końcowych momentach Rhodes wykonał Bionic Elbow, a następnie dwa kolejne Cross Rhodesy. Gdy Rhodes przygotowywał się do trzeciego Cross Rhodes, Heyman odwrócił uwagę sędziego, pozwalając Sikoi wkraść się i wykonać Samoan Spike na Rhodesie. Reigns zakończył walkę Spearem na Rhodesie, zachowując w ten sposób tytuły, a także po raz siódmy, gdy heel wygrał walkę wieczoru WrestleManii, w tym trzy z rzędu Reigns.

## Wyniki walk
| Nr                                 | Wyniki | Stypulacje                                             | Czas  |
| ---------------------------------- | --- | ------------------------------------------------------ | ----- |
| 1                                  | Austin Theory (c) pokonał Johna Cenę poprzez pinfall | Singles match o WWE United States Championship         | 11:20 |
| 2                                  | The Street Profits (Angelo Dawkins i Montez Ford) pokonali Brauna Strowmana i Ricocheta, Alpha Academy (Chada Gable’a i Otisa) oraz The Viking Raiders (Erika i Ivara) (z Valhallą) poprzez pinfall | Męski WrestleMania Showcase Fatal 4-way tag team match | 8:30  |
| 3                                  | Seth „Freakin” Rollins pokonał Logana Paula (z KSI-em) poprzez pinfall | Singles match                                          | 16:15 |
| 4                                  | Trish Stratus, Lita i Becky Lynch pokonały Damage CTRL (Bayley, Dakotę Kai i Iyo Sky) poprzez pinfall                                                                                               | Six-woman tag team match                               | 14:40 |
| 5                                  | Rey Mysterio pokonał Dominika Mysterio poprzez pinfall | Singles match                                          | 14:55 |
| 6                                  | Rhea Ripley pokonała Charlotte Flair (c) poprzez pinfall | Singles match o WWE SmackDown Women’s Championship     | 23:35 |
| 7                                  | Pat McAfee pokonał The Miza poprzez pinfall | Singles match                                          | 3:40  |
| 8                                  | Kevin Owens i Sami Zayn pokonali The Usos (Jeya Uso i Jimmy’ego Uso) (c) poprzez pinfall | Tag team match o Undisputed WWE Tag Team Championship  | 24:15 |
| (c) – mistrz/mistrzyni przed walką | |                                                        |       |

| Nr                                 | Wyniki | Stypulacje                                              | Czas  |
| ---------------------------------- | --- | ------------------------------------------------------- | ----- |
| 1                                  | Brock Lesnar pokonał Omosa (z MVP) poprzez pinfall                                                                                           | Singles match                                           | 4:55  |
| 2                                  | Ronda Rousey i Shayna Baszler pokonały Liv Morgan i Raquel Rodriguez, Natalyę i Shotzi oraz Chelsea Green i Sonyę Deville poprzez submission | Żeński WrestleMania Showcase Fatal 4-way tag team match | 8:25  |
| 3                                  | Gunther (c) pokonał Drew McIntyre’a i Sheamusa poprzez pinfall                                                                               | Triple threat match o WWE Intercontinental Championship | 16:40 |
| 4                                  | Bianca Belair (c) pokonała Asukę poprzez pinfall                                                                                             | Singles match o WWE Raw Women’s Championship            | 16:05 |
| 5                                  | Snoop Dogg pokonał The Miza poprzez pinfall                                                                                                  | Singles match                                           | 2:20  |
| 6                                  | Edge pokonał "The Demon" Finna Bálora poprzez pinfall                                                                                        | Hell in a Cell match                                    | 18:10 |
| 7                                  | Roman Reigns (c) (z Paulem Heymanem i Solo Sikoa) pokonał Cody’ego Rhodesa poprzez pinfall                                                   | Singles match o Undisputed WWE Universal Championship   | 34:35 |
| (c) – mistrz/mistrzyni przed walką | |                                                         |       |

## Wydarzenia po gali
Od stycznia 2023 roku spekulowano, że WWE zostało wystawione na sprzedaż. Na kilka godzin przed rozpoczęciem drugiej nocy WrestleManii 39, CNBC poinformowało z wielu źródeł, że umowa między WWE a Endeavor, spółką macierzystą Ultimate Fighting Championship (UFC), została zawarta. Transakcja obejmowała fuzję WWE z UFC w nową spółkę notowaną na giełdzie, z Endeavor posiadającym 51% udziałów. Sprzedaż została potwierdzona następnego dnia, 3 kwietnia 2023 roku, A fuzja została sfinalizowana 12 września 2023 roku. WrestleMania 39 stała się następnie ostatnią WrestleManią, w którym WWE było własnością i było kontrolowane przez rodzinę McMahon.

### Raw
Triple H otworzył odcinek Raw po WrestleManii, stwierdzając, że pomimo wiadomości o WWE (odnoszących się do zakupu Endeavour), nic się nie zmieni w produkcie, po czym przedstawił niekwestionowanego mistrza WWE Universal Romana Reignsa, któremu towarzyszył Paul Heyman i Solo Sikoa. Cody Rhodes przerwał i powiedział, że Reigns wygrał tylko dzięki Sikoa, a następnie wyzwał Reignsa na rewanż, ale Reigns odmówił. Następnie Rhodes wyzwał Reignsa i Sikoę na tag team match później tej nocy, a Reigns się zgodził. Heyman następnie postawił dwa warunki: partnerem Rhodesa będzie ktoś, kto walczył na WrestleManii 39 i ta osoba nie może rzucić wyzwania Reignsowi o jego tytuły, dopóki Reigns jest mistrzem. Brock Lesnar odpowiedział, przy czym to ostatnie zastrzeżenie nie dotyczyło go ze względu na zastrzeżenie jego walki z Reignsem na SummerSlam 2022. Jednak walka nigdy się nie odbyła, ponieważ Lesnar zaciekle zaatakował Rhodesa, zanim walka mogła się rozpocząć. Później doniesiono, że Lesnar był wściekły z powodu swojej pozycji na karcie WrestleManii, ponieważ jego walka otworzyła drugą noc zamiast znajdować się w slocie main eventowym. Rhodes odniósł się do ataku na następującym Raw i wyzwał Lesnara na pojedynek na Backlash. W następnym tygodniu, Rhodes wydawał się gotowy do walki, mimo że nie był medycznie dopuszczony do rywalizacji. Aby powstrzymać Rhodesa przed walką z Lesnarem tej nocy, WWE official Adam Pearce ogłosił pojedynek oficjalnym na Backlash.
Również na Raw, Rey Mysterio mówił o swoim zwycięstwie nad swoim synem, Dominikiem, tylko po to, by przerwał mu mistrz Stanów Zjednoczonych, Austin Theory. Doprowadziło to do walki bez tytułu na szali zaraz potem, w którym Theory zwyciężył po interwencji Dominika. Po walki, kolega ze stajni Dominika The Judgement Day, Damian Priest, zaatakował Bad Bunny’ego, który siedział przy ringu, uderzając go w stół komentatorski. 24 kwietnia, Bad Bunny powrócił i ogłosił, że chociaż pierwotnie miał być gospodarzem Backlash, zamiast tego zmierzy się z Priestem w Street Fightcie podczas gali.

### SmackDown
Na następnym SmackDown, The Brawling Brutes (Sheamus, Ridge Holland i Butch) zmierzyli się z Imperium (Gunther, Ludwig Kaiser i Giovanni Vinci), gdzie The Brawling Brutes zwyciężyli.
Sami Zayn wciąż czuł, że może dotrzeć do Jeya Uso i zmierzyć się z nim w walce wieczoru SmackDown. Przed walką za kulisami, Kevin Owens został zaatakowany przez Solo Sikoa. Jey pokonał Zayna po interwencji Sikoa. Potem Sikoa kontynuował atakowanie Zayna, dopóki Jey go nie powstrzymał, by zaatakować samego Zayna. Matt Riddle następnie pomógł Owensowi ze względu na swoją przeszłość z The Bloodline, ponieważ Sikoa skontuzjował Riddle’a w grudniu (kayfabe). W następnym tygodniu, promo Zayna i Owensa zostało przerwana przez The Usos (Jey i Jimmy Uso) i Sikoa. Potem wybuchła bójka, w której Zayn, Owens i Riddle stali dumnie. 17 kwietnia, Six-man Tag Team match, w którym The Bloodline (The Usos i Sikoa) zmierzą się z Riddle’em, Zaynem i Owensem, zaplanowano na Backlash. Ogłoszono również, że Zayn i Owens będą bronić niekwestionowane mistrzostwo WWE Tag Team przeciwko The Usos w rewanżu 28 kwietnia, gdzie Owens i Zayn obronili tytuły.
Również na SmackDown Triple H ogłosił, że WWE Draft powróci. Daty draftu 2023 zostały ujawnione w następnym tygodniu, począwszy od odcinka SmackDown 28 kwietnia, a kończąc na odcinku Raw 1 maja.